# SingStar Queen
SingStar Queen és un joc de karaoke de les consòles PlayStation 2 i PlayStation 3 publicat per Sony Computer Entertainment Europe i desenvolupat per SCEE i London Studio. Aquest va ser el 18è lliurament de la saga SingStar per PlayStation 2 i la 5a per PlayStation 3, a més de la 2a que es dedicava a una sola banda, en aquest cas del grup de rock britànic Queen.
SingStar Queen com el joc original, va ser distribuït tan sols el joc (DVD per a PS2 / Disc Blu-Ray per a PS3), o el joc i un parell de micròfons acompanyats - un de vermell i un altre blau-. SingStar és compatible amb la càmera EyeToy PS2 i la PlayStation Eye PS3 que serveix per visualitzar als jugadors a la pantalla mentre canten.

## Continguts

### PlayStation 2
L'única novetat que inclou SingStar Queen per a PlayStation 2 és una nova col·lecció de 20 cançons, en lloc dels 25 que van ser llançats per la versió de la PlayStation 3.

### PlayStation 3
SingStar Queen no tenia cap novetat ni canvi substancial en el joc o altres com si van fer SingStar Vol. 2 i SingStar Vol. 3. Aquesta edició, és la que es dedica a una sola banda o grup: Queen, però la segona de tal mena que es va llançar per PlayStation 3.
La llista de cançons està composta per 25 temes destacats i coneguts de la popular banda britànica de rock Queen.

## Llista de cançons

### PlayStation 2
| SingStar Queen - PS2 |                                   |
| Queen                | "Another One Bites the Dust"      |
| Queen                | "Bicycle Race"                    |
| Queen                | "Bohemian Rhapsody"               |
| Queen                | "Breakthru"                       |
| Queen                | "Crazy Little Thing Called Love"  |
| Queen                | "Don't Stop Me Now"               |
| Queen                | "Fat Bottomed Girls"              |
| Queen                | "I Want It All"                   |
| Queen                | "I Want to Break Free"            |
| Queen                | "Innuendo"                        |
| Queen                | "One Vision"                      |
| Queen                | "Play the Game"                   |
| Queen                | "Somebody To Love"                |
| Queen                | "These Are The Days Of Our Lives" |
| Queen                | "Tie Your Mother Down"            |
| Queen i David Bowie  | "Under Pressure"                  |
| Queen                | "We Are The Champions"            |
| Queen                | "We Will Rock You"                |
| Queen                | "Who Wants to Live Forever"       |
| Queen                | "You're My Best Friend"           |

| SingStar Queen - PS3 |                                   |
| Queen                | "A Kind of Magic"                 |
| Queen                | "Another One Bites the Dust"      |
| Queen                | "Bicycle Race"                    |
| Queen                | "Bohemian Rhapsody"               |
| Queen                | "Breakthru"                       |
| Queen                | "Crazy Little Thing Called Love"  |
| Queen                | "Don't Stop Me Now"               |
| Queen                | "Fat Bottomed Girls"              |
| Queen                | "Hammer To Fall"                  |
| Queen                | "I Want It All"                   |
| Queen                | "I Want to Break Free"            |
| Queen                | "Innuendo"                        |
| Queen                | "Killer Queen"                    |
| Queen                | "One Vision"                      |
| Queen                | "Play the Game"                   |
| Queen                | "Radio Ga Ga"                     |
| Queen                | "Somebody To Love"                |
| Queen                | "The Show Must Go On"             |
| Queen                | "These Are The Days Of Our Lives" |
| Queen                | "Tie Your Mother Down"            |
| Queen                | "Under Pressure"                  |
| Queen                | "We Are The Champions"            |
| Queen                | "We Will Rock You"                |
| Queen                | "Who Wants to Live Forever"       |
| Queen                | "You're My Best Friend"           |